# Eudorella abyssi
Eudorella abyssi är en kräftdjursart som beskrevs av Sars 1887. Eudorella abyssi ingår i släktet Eudorella och familjen Leuconidae. Inga underarter finns listade i Catalogue of Life.